# قائمة وزراء الدولة لشؤون مجلس الأمة (الكويت)
منصب وزير الدولة لشؤون مجلس الأمة هو أحد المناصب الوزارية في دولة الكويت، يشغل المنصب حالياً داود سليمان معرفي منذ 17 يناير 2024.

## وزراء الدولة لشؤون مجلس الأمة

### وزراء الدولة لشؤون مجلس الأمة منذ 1998 حتى الأن
|    | الأسم                      | فترة تولي المنصب | فترة تولي المنصب |
| -- | -------------------------- | ---------------- | ---------------- |
| 1  | محمد ضيف الله شرار         | 22 مارس 1998     | 10 أكتوبر 2006   |
| 2  | عبدالهادي عبدالحميد الصالح | 10 أكتوبر 2006   | 25 مارس 2007     |
| 3  | شريدة عبدالله المعوشرجي    | 25 مارس 2007     | يونيو 2007       |
| 4  | عبدالواحد محمد العوضي      | 30 يونيو 2007    | 19 مايو 2008     |
| 5  | أحمد يعقوب العبدالله       | 28 مايو 2008     | 29 مايو 2009     |
| 6  | الدكتور محمد محسن البصيري  | 29 مايو 2009     | 6 فبراير 2012    |
| 7  | شعيب شباب المويزري         | 6 فبراير 2012    | 1 يوليو 2012     |
| 8  | الدكتورة رولا عبدالله دشتي | 5 يوليو 2012     | 5 يناير 2014     |
| 9  | الدكتور علي صالح العمير    | 5 يناير 2014     | 10 ديسمبر 2016   |
| 10 | الدكتور فالح عبدالله العزب | 10 ديسمبر 2016   | 11 ديسمبر 2017   |
| 11 | الدكتور فهد محمد العفاسي   | 11 ديسمبر 2017   | 17 ديسمبر 2019   |
| 12 | مبارك سالم الحريص          | 17 ديسمبر 2019   | 28 ديسمبر 2021   |
| 13 | محمد عبيد الراجحي          | 28 ديسمبر 2021   | 1 أغسطس 2022     |
| 14 | عيسى أحمد الكندري          | 1 أغسطس 2022     | 29 أغسطس 2022    |
| 15 | عمار محمد العجمي           | 16 أكتوبر 2022   | 9 أبريل 2023     |
| 16 | الدكتور بدر حامد الملا     | 9 أبريل 2023     | 8 مايو 2023      |
| 17 | عيسى أحمد الكندري          | 18 يونيو 2023    | 17 يناير 2024    |
| 18 | داود سليمان معرفي          | 17 يناير 2024    | 12 مايو 2024     |

## وصلات خارجية
- الأسماء الرسمية للوزراء في الحكومة الكويتية